# Atletiek op de Olympische Zomerspelen 1964
Atletiek is een van de sporten die beoefend werden tijdens de Olympische Zomerspelen 1964 in Tokio.

## Heren

### 100 m
| rang   | sporter(s)        | land | tijd    |
| ------ | ----------------- | ---- | ------- |
| Goud   | Bob Hayes         | USA  | WR 10.0 |
| Zilver | Enrique Figuerola | CUB  | 10.2    |
| Brons  | Harry Jerome      | CAN  | 10.2    |
| 4      | Wiesław Maniak    | POL  | 10.4    |
| 5      | Heinz Schumann    | EUA  | 10.4    |
| 6      | Gaoussou Koné     | CIV  | 10.4    |
| 7      | Mel Pender        | USA  | 10.4    |
| 8      | Tom Robinson      | BAH  | 10.5    |

### 200 m
| rang   | sporter(s)       | land | tijd    |
| ------ | ---------------- | ---- | ------- |
| Goud   | Henry Carr       | USA  | OR 20.3 |
| Zilver | Paul Drayton     | USA  | 20.5    |
| Brons  | Edwin Roberts    | TRI  | 20.6    |
| 4      | Harry Jerome     | CAN  | 20.7    |
| 5      | Livio Berruti    | ITA  | 20.8    |
| 6      | Marian Foik      | POL  | 20.8    |
| 7      | Richard Stebbins | USA  | 20.8    |
| 8      | Sergio Ottolina  | ITA  | 20.9    |

### 400 m
| rang   | sporter(s)             | land | tijd |
| ------ | ---------------------- | ---- | ---- |
| Goud   | Mike Larrabee          | USA  | 45.1 |
| Zilver | Wendell Mottley        | TRI  | 45.2 |
| Brons  | Andrzej Badeński       | POL  | 45.6 |
| 4      | Robbie Brightwell      | GBR  | 45.7 |
| 5      | Ulis Williams          | USA  | 46.0 |
| 6      | Timothy Graham         | GBR  | 46.0 |
| 7      | Peter Francis Vassella | AUS  | 46.3 |
| 8      | Edwin Skinner          | TRI  | 46.8 |

### 800 m
| rang   | sporter(s)             | land | tijd      |
| ------ | ---------------------- | ---- | --------- |
| Goud   | Peter Snell            | NZL  | OR 1:45.1 |
| Zilver | Bill Crothers          | CAN  | 1:45.6    |
| Brons  | Wilson Kiprugut        | KEN  | 1:45.9    |
| 4      | George Kerr            | JAM  | 1:45.9    |
| 5      | Thomas Francis Farrell | USA  | 1:46.6    |
| 6      | Jerome Francis Siebert | USA  | 1:47.0    |
| 7      | Dieter Bogatzki        | EUA  | 1:47.2    |
| 8      | Jacques Pennewaert     | BEL  | 1:50.5    |

### 1500 m
| rang   | sporter(s)     | land | tijd   |
| ------ | -------------- | ---- | ------ |
| Goud   | Peter Snell    | NZL  | 3:38.1 |
| Zilver | Josef Odložil  | TCH  | 3:39.6 |
| Brons  | John Davies    | NZL  | 3:39.6 |
| 4      | Alan Simpson   | GBR  | 3:39.7 |
| 5      | Dyrol Burleson | USA  | 3:40.0 |
| 6      | Witold Baran   | POL  | 3:40.3 |
| 7      | Michel Bernard | FRA  | 3:41.2 |
| 8      | John Whetton   | GBR  | 3:42.4 |

### 5000 m
| rang   | sporter(s)        | land | tijd    |
| ------ | ----------------- | ---- | ------- |
| Goud   | Bob Schul         | USA  | 13:48.8 |
| Zilver | Harald Norpoth    | EUA  | 13:49.6 |
| Brons  | William Dellinger | USA  | 13:49.8 |
| 4      | Michel Jazy       | FRA  | 13:49.8 |
| 5      | Kipchoge Keino    | KEN  | 13:50.4 |
| 6      | Bill Baillie      | NZL  | 13:51.0 |
| 7      | Nikolai Doetov    | URS  | 13:53.8 |
| 8      | Thor Helland      | NOR  | 13:57.0 |

### 10000 m
| rang   | sporter(s)            | land | tijd       |
| ------ | --------------------- | ---- | ---------- |
| Goud   | Billy Mills           | USA  | OR 28:24.4 |
| Zilver | Mohammed Gammoudi     | TUN  | 28:24.8    |
| Brons  | Ron Clarke            | AUS  | 28:25.8    |
| 4      | Mamo Wolde            | ETH  | 28:31.8    |
| 5      | Leonid Ivanov         | URS  | 28:53.2    |
| 6      | Kokichi Tsuburaya     | JPN  | 28:59.3    |
| 7      | Murray Gordon Halberg | NZL  | 29:10.8    |
| 8      | Anthony Cook          | AUS  | 29:15.8    |

### marathon
| rang   | sporter(s)             | land | tijd         |
| ------ | ---------------------- | ---- | ------------ |
| Goud   | Abebe Bikila           | ETH  | WR 2:12:11.2 |
| Zilver | Basil Heatley          | GBR  | 2:16:19.2    |
| Brons  | Kokichi Tsuburaya      | JPN  | 2:16:22.8    |
| 4      | Brian Kilby            | GBR  | 2:17:02.4    |
| 5      | József Sütö            | HUN  | 2:17:55.8    |
| 6      | Leonard Edelen         | USA  | 2:18:12.4    |
| 7      | Aureel Vandendriessche | BEL  | 2:18:42.6    |
| 8      | Kenji Kimihara         | JPN  | 2:19:49.0    |

### 110 m horden
| rang   | sporter(s)               | land | tijd |
| ------ | ------------------------ | ---- | ---- |
| Goud   | Hayes Jones              | USA  | 13.6 |
| Zilver | Blaine Lindgren          | USA  | 13.7 |
| Brons  | Anatoli Mikhailov        | URS  | 13.7 |
| 4      | Eddy Ottoz               | ITA  | 13.8 |
| 5      | Gurbachan Singh Randhawa | IND  | 14.0 |
| 6      | Marcel Duriez            | FRA  | 14.0 |
| 7      | Giovanni Cornacchia      | ITA  | 14.1 |
| 8      | Giorgio Mazza            | ITA  | 14.1 |

### 400 m horden
| rang   | sporter(s)        | land | tijd |
| ------ | ----------------- | ---- | ---- |
| Goud   | Rex Cawley        | USA  | 49.6 |
| Zilver | John Cooper       | GBR  | 50.1 |
| Brons  | Salvatore Morale  | ITA  | 50.1 |
| 4      | Gary James Knoke  | AUS  | 50.4 |
| 5      | James Edmund Luck | USA  | 50.5 |
| 6      | Roberto Frinolli  | ITA  | 50.7 |
| 7      | Vasili Anisimov   | URS  | 51.1 |
| 8      | Wilfried Geeroms  | BEL  | 51.4 |

### 3000 m steeple chase
| rang   | sporter(s)           | land | tijd      |
| ------ | -------------------- | ---- | --------- |
| Goud   | Gaston Roelants      | BEL  | OR 8:30.8 |
| Zilver | Maurice Herriott     | GBR  | 8:32.4    |
| Brons  | Ivan Beljajev        | URS  | 8:33.8    |
| 4      | Manuel de Oliveira   | POR  | 8:36.2    |
| 5      | George L. Young      | USA  | 8:38.2    |
| 6      | Guy Texereau         | FRA  | 8:38.6    |
| 7      | Adolfas Alexejoenas  | URS  | 8:39.0    |
| 8      | Lars-Erik Gustafsson | SWE  | 8:41.8    |

### 4x100 m estafette
| rang   | sporter(s)                                                           | land | tijd    |
| ------ | -------------------------------------------------------------------- | ---- | ------- |
| Goud   | Paul Drayton Gerald Ashworth Richard Stebbins Bob Hayes              | USA  | WR 39.0 |
| Zilver | Andrzej Zieliński Wiesław Maniak Marian Foik Marian Dudziak          | POL  | 39.3    |
| Brons  | Paul Genevay Bernard Laidebeur Claude Piquemal Jocelyn Delecour      | FRA  | 39.3    |
| 4      | Pablo McNeil Patrick Robinson Lynsworth Headley Dennis Johnson       | JAM  | 39.4    |
| 5      | Edvins Ozolin Boris Zoebov Goesman Kossanov Boris Savtsjuk           | URS  | 39.4    |
| 6      | Arquímedes Herrera Lloyd Murad Rafael Romero Hortensio Herrera Fucil | VEN  | 39.5    |
| 7      | Livio Berruti Ennio Preatoni Sergio Ottolina Pasquale Giannattasio   | ITA  | 39.5    |
| 8      | Peter Radford Ronald Jones Menzies Campbell Lynn Davies              | GBR  | 39.6    |

### 4x400 m estafette
| rang   | sporter(s)                                                            | land | tijd      |
| ------ | --------------------------------------------------------------------- | ---- | --------- |
| Goud   | Ollan Cassell Mike Larrabee Ulis Williams Henry Carr                  | USA  | WR 3:00.7 |
| Zilver | Timothy Graham Adrian Metcalfe John Cooper Robbie Brightwell          | GBR  | 3:01.6    |
| Brons  | Edwin Skinner Kenneth Bernard Edwin Roberts Wendell Mottley           | TRI  | 3:01.7    |
| 4      | Lawrence Kahn Malcolm A. E. Spence Melville Spence George Kerr        | JAM  | 3:02.3    |
| 5      | Jorg Juttner Hans-Ulrich Schulz Johannes Schmitt Manfred Kinder       | EUA  | 3:04.3    |
| 6      | Marian Filipiuk Ireneusz Kluczek Stanislaw Swatowski Andrzej Badeński | POL  | 3:05.3    |
| 7      | Grigori Sverbetov Victor Bytsjkov Vasili Anisimov Vadim Arkhiptsjuk   | URS  | 3:05.9    |
| 8      | Michel Hiblot Bernard Martin Germain Nelzy Jean-Pierre Boccardo       | FRA  | 3:07.4    |

### 20 km snelwandelen
| rang   | sporter(s)             | land | tijd         |
| ------ | ---------------------- | ---- | ------------ |
| Goud   | Ken Matthews           | GBR  | OR 1:29:34.0 |
| Zilver | Dieter Lindner         | EUA  | 1:31:13.2    |
| Brons  | Volodymyr Holoebnytsjy | URS  | 1:31:59.4    |
| 4      | Noel Freeman           | AUS  | 1:32:06.8    |
| 5      | Gennadi Solodov        | URS  | 1:32:33.0    |
| 6      | Ronald Lloyd Zinn      | USA  | 1:32:43.0    |
| 7      | Boris Khrolovitsj      | URS  | 1:32:45.4    |
| 8      | John William Edgington | GBR  | 1:32:46.0    |

### 50 km snelwandelen
| rang   | sporter(s)              | land | tijd         |
| ------ | ----------------------- | ---- | ------------ |
| Goud   | Abdon Pamich            | ITA  | OR 4:11:12.4 |
| Zilver | Paul Nihill             | GBR  | 4:11:31.2    |
| Brons  | Ingvar Pettersson       | SWE  | 4:14:17.4    |
| 4      | Burkhard Leuschke       | EUA  | 4:15:26.8    |
| 5      | Robert Charles Gardiner | AUS  | 4:17:06.8    |
| 6      | Christoph Höhne         | EUA  | 4:17:41.6    |
| 7      | Anatoli Vedjakov        | URS  | 4:19:55.8    |
| 8      | Kurt Sakowski           | EUA  | 4:20:31.0    |

### hoogspringen
| rang   | sporter(s)         | land | hoogte    |
| ------ | ------------------ | ---- | --------- |
| Goud   | Valeri Broemel     | URS  | OR 2.18 m |
| Zilver | John Thomas        | USA  | OR 2.18 m |
| Brons  | John Rambo         | USA  | 2.16 m    |
| 4      | Stig Pettersson    | SWE  | 2.16 m    |
| 5      | Robert Sjavlakadze | URS  | 2.14 m    |
| 6      | Kjell-Åke Nilsson  | SWE  | 2.09 m    |
| 6      | Ralf Drecoll       | EUA  | 2.09 m    |
| 8      | Edward Caruthers   | USA  | 2.09 m    |

### polsstokhoogspringen
| rang   | sporter(s)          | land | hoogte    |
| ------ | ------------------- | ---- | --------- |
| Goud   | Fred Hansen         | USA  | OR 5.10 m |
| Zilver | Wolfgang Reinhardt  | EUA  | 5.05 m    |
| Brons  | Klaus Lehnertz      | EUA  | 5.00 m    |
| 4      | Manfred Preußger    | EUA  | 5.00 m    |
| 5      | Gennadi Blisnetzov  | URS  | 4.95 m    |
| 6      | Rudolf Tomášek      | TCH  | 4.90 m    |
| 7      | Pentti Nikula       | FIN  | 4.90 m    |
| 8      | Billy Gene Pemelton | USA  | 4.80 m    |

### verspringen
| rang   | sporter(s)         | land | afstand |
| ------ | ------------------ | ---- | ------- |
| Goud   | Lynn Davies        | GBR  | 8.07 m  |
| Zilver | Ralph Boston       | USA  | 8.03 m  |
| Brons  | Igor Ter-Ovanesjan | URS  | 7.99 m  |
| 4      | Wariboko West      | NGR  | 7.60 m  |
| 5      | Jean Cochard       | FRA  | 7.44 m  |
| 6      | Luis Felipe Areta  | ESP  | 7.34 m  |
| 7      | Michael Kofi Ahey  | GHA  | 7.30 m  |
| 8      | Andrzej Stalmach   | POL  | 7.26 m  |

### hink-stap-springen
| rang   | sporter(s)            | land | afstand    |
| ------ | --------------------- | ---- | ---------- |
| Goud   | Józef Szmidt          | POL  | OR 16.85 m |
| Zilver | Oleg Fedosejev        | URS  | 16.58 m    |
| Brons  | Viktor Kravtsjenko    | URS  | 16.57 m    |
| 4      | Frederick John Alsop  | GBR  | 16.46 m    |
| 5      | Serban Ciochina       | ROU  | 16.23 m    |
| 6      | Manfred Hinze         | EUA  | 16.15 m    |
| 7      | Georgi Stojkovski     | BUL  | 16.10 m    |
| 8      | Hans-Joachim Rückborn | EUA  | 16.09 m    |

### kogelstoten
| rang   | sporter(s)        | land | afstand    |
| ------ | ----------------- | ---- | ---------- |
| Goud   | Dallas Long       | USA  | OR 20.33 m |
| Zilver | Randy Matson      | USA  | 20.20 m    |
| Brons  | Vilmos Varjú      | HUN  | 19.39 m    |
| 4      | Parry O'Brien     | USA  | 19.20 m    |
| 5      | Zsigmond Nagy     | HUN  | 18.88 m    |
| 6      | Nikolai Karasjov  | URS  | 18.86 m    |
| 7      | Leslie Mills      | NZL  | 18.52 m    |
| 8      | Adolf Varanauskas | URS  | 18.41 m    |

### discuswerpen
| rang   | sporter(s)          | land | afstand    |
| ------ | ------------------- | ---- | ---------- |
| Goud   | Al Oerter           | USA  | OR 61.00 m |
| Zilver | Ludvík Daněk        | TCH  | 60.52 m    |
| Brons  | Dave Weill          | USA  | 59.49 m    |
| 4      | Jay Silvester       | USA  | 59.09 m    |
| 5      | József Szécsényi    | HUN  | 57.23 m    |
| 6      | Zenon Begier        | POL  | 57.06 m    |
| 7      | Edmund Piatkowski   | POL  | 55.81 m    |
| 8      | Vladimir Troesenjev | URS  | 54.78 m    |

### kogelslingeren
| rang   | sporter(s)      | land | afstand    |
| ------ | --------------- | ---- | ---------- |
| Goud   | Romuald Klim    | URS  | OR 69.74 m |
| Zilver | Gyula Zsivótzky | HUN  | 69.09 m    |
| Brons  | Uwe Beyer       | EUA  | 68.09 m    |
| 4      | Joeri Nikoelin  | URS  | 67.69 m    |
| 5      | Joeri Bakarinov | URS  | 66.72 m    |
| 6      | Harold Connolly | USA  | 66.65 m    |
| 7      | Edward Burke    | USA  | 65.55 m    |
| 8      | Olgierd Cieply  | POL  | 64.83 m    |

### speerwerpen
| rang   | sporter(s)          | land | afstand |
| ------ | ------------------- | ---- | ------- |
| Goud   | Pauli Nevala        | FIN  | 82.66 m |
| Zilver | Gergely Kulcsár     | HUN  | 82.32 m |
| Brons  | Jānis Lūsis         | URS  | 80.57 m |
| 4      | Janusz Sidło        | POL  | 80.17 m |
| 5      | Urs von Wartburg    | SUI  | 78.72 m |
| 6      | Jorma Kinnunen      | FIN  | 76.94 m |
| 7      | Rolf Herings        | EUA  | 74.72 m |
| 8      | Vladimir Koeznetsov | URS  | 74.26 m |

### tienkamp
| rang   | sporter(s)          | land | punten |
| ------ | ------------------- | ---- | ------ |
| Goud   | Willi Holdorf       | EUA  | 7887   |
| Zilver | Rein Aun            | URS  | 7842   |
| Brons  | Hans-Joachim Walde  | EUA  | 7809   |
| 4      | Paul Irvin Herman   | USA  | 7787   |
| 5      | Yang Chuan-Kwang    | RCO  | 7650   |
| 6      | Horst Beyer         | EUA  | 7647   |
| 7      | Vasili Koeznetsov   | URS  | 7569   |
| 8      | Mikhail Storoshenko | URS  | 7464   |

## Dames

### 100 m
| rang   | sporter(s)       | land | tijd |
| ------ | ---------------- | ---- | ---- |
| Goud   | Wyomia Tyus      | USA  | 11.4 |
| Zilver | Edith McGuire    | USA  | 11.6 |
| Brons  | Ewa Kłobukowska  | POL  | 11.6 |
| 4      | Marilyn White    | USA  | 11.6 |
| 5      | Miguelina Cobián | CUB  | 11.7 |
| 6      | Marilyn Black    | AUS  | 11.7 |
| 7      | Halina Górecka   | POL  | 11.8 |
| 8      | Dorothy Hyman    | GBR  | 11.9 |

Wyomia Tyus evenaarde het WR in de series, tijd 11.2 s.

### 200 m
| rang   | sporter(s)           | land | tijd    |
| ------ | -------------------- | ---- | ------- |
| Goud   | Edith McGuire        | USA  | OR 23.0 |
| Zilver | Irena Kirszenstein   | POL  | 23.1    |
| Brons  | Marilyn Black        | AUS  | 23.1    |
| 4      | Una Morris           | JAM  | 23.5    |
| 5      | Ljoedmila Samotesova | URS  | 23.5    |
| 6      | Barbara Sobotta      | POL  | 23.9    |
| 7      | Janet Simpson        | GBR  | 23.9    |
| 8      | Daphne Arden         | GBR  | 24.0    |

### 400 m
| rang   | sporter(s)           | land | tijd    |
| ------ | -------------------- | ---- | ------- |
| Goud   | Betty Cuthbert       | AUS  | WR 52.0 |
| Zilver | Ann Packer           | GBR  | 52.2    |
| Brons  | Judy Amoore          | AUS  | 53.4    |
| 4      | Antonia Munkácsi     | HUN  | 54.4    |
| 5      | Maria Itkina         | URS  | 54.6    |
| 6      | Tilly van der Zwaard | NED  | 55.2    |
| 7      | Gertrud Schmidt      | EUA  | 55.4    |
| 8      | Evelyne Lebret       | FRA  | 55.5    |

### 800 m
| rang   | sporter(s)          | land | tijd      |
| ------ | ------------------- | ---- | --------- |
| Goud   | Ann Packer          | GBR  | WR 2:01.1 |
| Zilver | Maryvonne Dupureur  | FRA  | 2:01.9    |
| Brons  | Marise Chamberlain  | NZL  | 2:02.8    |
| 4      | Zsuzsa Szabó-Nagy   | HUN  | 2:03.5    |
| 5      | Antje Gleichfeld    | EUA  | 2:03.9    |
| 6      | Laine Erik          | URS  | 2:05.1    |
| 7      | Gerda Kraan         | NED  | 2:05.8    |
| 8      | Anne Rosemary Smith | GBR  | 2:05.8    |

### 80 m horden
| rang   | sporter(s)       | land | tijd |
| ------ | ---------------- | ---- | ---- |
| Goud   | Karin Balzer     | EUA  | 10.5 |
| Zilver | Teresa Ciepły    | POL  | 10.5 |
| Brons  | Pam Kilborn      | AUS  | 10.8 |
| 4      | Irina Press      | URS  | 10.6 |
| 5      | Ikuko Yoda       | JPN  | 10.7 |
| 6      | Maria Piątkowska | POL  | 10.7 |
| 7      | Draga Stamejčič  | YUG  | 10.8 |
| 8      | Rosie Bonds      | USA  | 10.8 |

### 4x100 m estafette
| rang   | sporter(s)                                                              | land | tijd    |
| ------ | ----------------------------------------------------------------------- | ---- | ------- |
| Goud   | Teresa Ciepły Irena Kirszenstein Halina Górecka Ewa Kłobukowska         | POL  | WR 43.6 |
| Zilver | Willye White Wyomia Tyus Marilyn White Edith McGuire                    | USA  | 43.9    |
| Brons  | Janet Simpson Mary Rand Daphne Arden Dorothy Hyman                      | GBR  | 44.0    |
| 4      | Galina Gaida Renata Latse Ljoedmila Samotesova Galina Popova            | URS  | 44.4    |
| 5      | Karin Frisch Erika Pollmann Martha Pensberger Jutta Heine               | EUA  | 44.7    |
| 6      | Dianne Bowering Marilyn Black Margaret Burvill Joyce Elaine Bennett     | AUS  | 45.0    |
| 7      | Erzsébet Bartoss-Heldt Margit Nemesházi-Markó Antónia Munkácsi Ida Such | HUN  | 45.2    |
| 8      | Marlene Canguio Daniele Gueneau Michele Lurot Denise Guenard            | FRA  | 46.1    |

### hoogspringen
| rang   | sporter(s)         | land | hoogte    |
| ------ | ------------------ | ---- | --------- |
| Goud   | Iolanda Balaş      | ROU  | OR 1.90 m |
| Zilver | Michele Brown      | AUS  | 1.80 m    |
| Brons  | Taisija Tsjentsjik | URS  | 1.78 m    |
| 4      | Aida dos Santos    | BRA  | 1.74 m    |
| 5      | Dianne Gerace      | CAN  | 1.71 m    |
| 6      | Frances Slaap      | GBR  | 1.71 m    |
| 7      | Olga Pulić         | YUG  | 1.71 m    |
| 8      | Eleanor Montgomery | USA  | 1.71 m    |

### verspringen
| rang   | sporter(s)            | land | hoogte    |
| ------ | --------------------- | ---- | --------- |
| Goud   | Mary Rand             | GBR  | WR 6.76 m |
| Zilver | Irena Kirszenstein    | POL  | 6.60 m    |
| Brons  | Tatjana Sjtsjelkanova | URS  | 6.42 m    |
| 4      | Ingrid Becker         | EUA  | 6.40 m    |
| 5      | Viorica Viscopoleanu  | ROU  | 6.35 m    |
| 6      | Diana Jorgova         | BUL  | 6.24 m    |
| 7      | Hildrun Laufer        | EUA  | 6.24 m    |
| 8      | Helga Hoffmann        | EUA  | 6.23 m    |

### kogelstoten
| rang   | sporter(s)                | land | afstand    |
| ------ | ------------------------- | ---- | ---------- |
| Goud   | Tamara Press              | URS  | OR 18.14 m |
| Zilver | Renate Garisch-Culmberger | EUA  | 17.61 m    |
| Brons  | Galina Zybina             | URS  | 16.45 m    |
| 4      | Valerie Young             | NZL  | 17.26 m    |
| 5      | Margitta Helmbold         | EUA  | 16.91 m    |
| 6      | Irina Press               | URS  | 16.71 m    |
| 7      | Nancy McCredie            | CAN  | 15.89 m    |
| 8      | Ana Salagean              | ROU  | 15.83 m    |

### discuswerpen
| rang   | sporter(s)            | land | afstand    |
| ------ | --------------------- | ---- | ---------- |
| Goud   | Tamara Press          | URS  | OR 57.27 m |
| Zilver | Ingrid Lotz           | EUA  | 57.21 m    |
| Brons  | Lia Manoliu           | ROU  | 56.97 m    |
| 4      | Virginia Angelova     | BUL  | 56.70 m    |
| 5      | Jevgenia Koeznetsova  | URS  | 55.17 m    |
| 6      | Jolán Kleiber-Kontsek | HUN  | 54.87 m    |
| 7      | Kriemhild Limberg     | EUA  | 53.81 m    |
| 8      | Olimpia Catarama      | ROU  | 53.08 m    |

### speerwerpen
| rang   | sporter(s)         | land | afstand |
| ------ | ------------------ | ---- | ------- |
| Goud   | Mihaela Peneş      | ROU  | 60.54 m |
| Zilver | Márta Rudas-Antal  | HUN  | 58.27 m |
| Brons  | Jelena Gortsjakova | URS  | 57.06 m |
| 4      | Birutė Kaledienė   | URS  | 56.31 m |
| 5      | Elvīra Ozoliņa     | URS  | 54.81 m |
| 6      | Maria Diaconescu   | ROU  | 53.71 m |
| 7      | Hiroko Sato        | JPN  | 52.48 m |
| 8      | Anneliese Gerhards | EUA  | 52.37 m |

Jelena Gortsjakova wierp een WR tijdens de kwalificaties, 62.40 m.

### vijfkamp
| rang   | sporter(s)      | land | punten  |
| ------ | --------------- | ---- | ------- |
| Goud   | Irina Press     | URS  | WR 5246 |
| Zilver | Mary Rand       | GBR  | 5035    |
| Brons  | Galina Bystrova | URS  | 4956    |
| 4      | Mary Peters     | GBR  | 4797    |
| 5      | Draga Stamejčić | YUG  | 4790    |
| 6      | Helga Hoffmann  | EUA  | 4737    |
| 7      | Billee Winslow  | USA  | 4724    |
| 8      | Ingrid Becker   | EUA  | 4717    |

## Medaillespiegel
| rang   | land               | goud | zilver | brons | totaal |
| ------ | ------------------ | ---- | ------ | ----- | ------ |
| 1      | Verenigde Staten   | 14   | 7      | 3     | 24     |
| 2      | Sovjet-Unie        | 5    | 2      | 11    | 18     |
| 3      | Groot-Brittannië   | 4    | 7      | 1     | 12     |
| 4      | Duits eenheidsteam | 2    | 5      | 3     | 10     |
| 5      | Polen              | 2    | 4      | 2     | 8      |
| 6      | Nieuw-Zeeland      | 2    | 0      | 2     | 4      |
| 7      | Roemenië           | 2    | 0      | 1     | 3      |
| 8      | Australië          | 1    | 1      | 4     | 6      |
| 9      | Italië             | 1    | 0      | 1     | 2      |
| 10     | België             | 1    | 0      | 0     | 1      |
| 10     | Ethiopië           | 1    | 0      | 0     | 1      |
| 10     | Finland            | 1    | 0      | 0     | 1      |
| 13     | Hongarije          | 0    | 3      | 1     | 4      |
| 14     | Tsjecho-Slowakije  | 0    | 2      | 0     | 2      |
| 15     | Trinidad en Tobago | 0    | 1      | 2     | 3      |
| 16     | Canada             | 0    | 1      | 1     | 2      |
| 16     | Frankrijk          | 0    | 1      | 1     | 2      |
| 18     | Cuba               | 0    | 1      | 0     | 1      |
| 18     | Tunesië            | 0    | 1      | 0     | 1      |
| 20     | Japan              | 0    | 0      | 1     | 1      |
| 20     | Kenia              | 0    | 0      | 1     | 1      |
| 20     | Zweden             | 0    | 0      | 1     | 1      |
| totaal | totaal             | 36   | 36     | 36    | 108    |

Athene 1896 · Parijs 1900 · St. Louis 1904 · Londen 1908 · Stockholm 1912 · Antwerpen 1920 · Parijs 1924 · Amsterdam 1928 · Los Angeles 1932 · Berlijn 1936 · Londen 1948 · Helsinki 1952 · Melbourne 1956 · Rome 1960 · Tokio 1964 · Mexico-stad 1968 · München 1972 · Montréal 1976 · Moskou 1980 · Los Angeles 1984 · Seoel 1988 · Barcelona 1992 · Atlanta 1996 · Sydney 2000 · Athene 2004 · Peking 2008 · Londen 2012 · Rio de Janeiro 2016  · Tokio 2020  · Parijs 2024  · Los Angeles 2028 
Medaillewinnaars mannen · vrouwen · gemengd
Atletiek · Basketbal · Boksen · Gewichtheffen · Hockey · Honkbal (demonstratie) · Judo · Kanovaren · Moderne vijfkamp · Paardensport · Roeien · Schermen · Schietsport · Schoonspringen · Turnen · Voetbal · Volleybal · Waterpolo · Wielersport · Worstelen · Zeilen · Zwemmen